# Wegzugsbesteuerung
Eine Wegzugsbesteuerung ist die Besteuerung von Vermögenswerten aufgrund der Verlagerung des Wohnsitzes oder des gewöhnlichen Aufenthaltes ins Ausland. Ziel der Wegzugsbesteuerung kann es sein, Kapitalflucht zu erschweren oder sicherzustellen, dass die im Inland gelegten stillen Reserven auch im Inland steuerlich erfasst werden.

## Deutschland

### Geschichte

#### Gesetz gegen die Steuerflucht von 1918
Kurz vor Ende des Ersten Weltkrieges wurde ein Gesetz gegen die Steuerflucht erlassen. Es sah vor, dass bei Wegzug ins Ausland die Einkommensteuerpflicht gegenüber dem Reich und den Bundesstaaten für Reichsangehörige erhalten blieb, ungeachtet der Tatsache, dass diese weder einen Wohnsitz noch einen ständigen Aufenthalt in Deutschland hatten. Das Gleiche galt für ehemalige deutsche Staatsangehörige, die nach dem 1. August 1914 eine fremde Staatsangehörigkeit erworben hatten, und Staatenlose, die seit dem 1. August 1914 ihren Wohnsitz in Deutschland hatten. Das Gesetz erhielt stark pönalisierende Elemente. So wurde die dem Bundesstaat geschuldete Einkommensteuer mit dem zweieinhalbfachen Betrage erhoben. Es gab eine gesetzliche Vermutung, dass die Steuerbemessungsgrundlage mindestens der des Jahres entspreche, das dem Jahr des Wegzuges vorausging. Einen Monat vor Wegzug hatte der Steuerpflichtige dem Finanzamt Anzeige zu machen und ein Vermögensverzeichnis abzugeben. Das Finanzamt konnte in Höhe von 20 vom Hundert, ab 1919 sogar in Höhe von 50 vom Hundert des Vermögens Sicherheit verlangen.
In Verbindung mit der seit 1916 für deutsche Staatsangehörige geltenden Pflicht, bei Ausreise aus Deutschland bei der Ortspolizeibehörde zuvor ein Ausreisevisum zu beantragen, das nur in Verbindung mit einer Unbedenklichkeitsbescheinigung des Finanzamtes erteilt wurde, war die Personenfreizügigkeit faktisch stark eingeschränkt. Das Gesetz gegen die Steuerflucht und die Pflicht, ein Ausreisevisum zu beantragen, wurden 1925 aufgehoben.

#### Reichsfluchtsteuer von 1931
Die Reichsfluchtsteuer wurde 1931 eingeführt. Anders als das Gesetz gegen die Steuerflucht erhielt dieses Gesetz die persönliche Steuerpflicht nach Wegzug zwar nicht aufrecht, nahm den Wegzug jedoch zum Anlass, dem Steuerpflichtigen eine Steuer von 25 vom Hundert des vorhandenen Vermögens aufzuerlegen. In Verbindung mit den seit 1931 geltenden Devisenverkehrsbeschränkungen und der 100-Mark-Abgabe für Auslandsreisen führten diese Regelungen zu einer starken Beschränkung der Personenfreizügigkeit. Ursprünglich sollte die Reichsfluchtsteuer die Steuerflucht Vermögender erschweren. Die drastische Herabsetzung der steuerlichen Freigrenzen nach 1934 und die ab 1933 durch die Verfolgung von Juden und politisch Andersdenkenden einsetzende Fluchtwelle aus Deutschland machte die Reichsfluchtsteuer zu einem Instrument zur Ausplünderung politisch und rassistisch Verfolgter.

### Derzeitige Rechtslage nach dem Außensteuergesetz
Hintergrund der Neuordnung des deutschen Außensteuerrechts im Jahr 1972 war eine Debatte um Steuerflucht, die der deutsche Kaufhaus-Unternehmer Helmut Horten lostrat. Horten war 1968 mit seiner Frau Heidi in die Schweiz übergesiedelt und wandelte im selben Jahr seinen Kaufhauskonzern Horten von einer GmbH in eine AG um. In den Folgejahren verkaufte er schrittweise seine gesamten Anteile für 1,13 Mrd. D-Mark. Hierauf fiel nach Schweizer Rechtslage keine Steuer an, und in Deutschland war Horten nicht mehr steuerpflichtig. Ein Doppelbesteuerungsabkommen mit der Schweiz bestand damals noch nicht, hätte jedoch die Rechtsfolge nicht verändert, da Art. 13 Abs. 5 DBA DE-CH (entspricht dem OECD-Musterabkommen) das Besteuerungsrecht dem Ansässigkeitsstaat zuweist. Daher wird das AStG (bzw. insbesondere die Wegzugsbesteuerung des § 6 AStG) bis heute als „Lex Horten“ bezeichnet.
Die deutsche Wegzugsbesteuerung ist seitdem in § 6 des Außensteuergesetzes geregelt. Sofern eine natürliche Person, die während der letzten 12 Jahre mindestens sieben Jahre in Deutschland der unbeschränkten Steuerpflicht unterlegen hat, (i) ihren Wohnsitz oder gewöhnlichen Aufenthalt ins Ausland verlegt, (ii) eine unentgeltliche Übertragung auf eine nicht unbeschränkt steuerpflichtige Person oder (iii) einen Ausschluss oder die Beschränkung des Besteuerungsrechts der Bundesrepublik Deutschland hinsichtlich des Gewinns aus der Veräußerung der Anteile herbeiführt, werden die stillen Reserven in sämtlichen Anteilen (bis einschließlich des Veranlagungszeitraums 2006 inländische Anteile) an Kapitalgesellschaften, an denen der Steuerpflichtige in den vergangenen Jahren wenigstens zeitweise zu mindestens 1 % beteiligt war bzw. ist (s. § 17 EStG), besteuert, soweit er im Zeitpunkt des Wegzuges noch Anteile hält. Da kein Verkauf stattgefunden hat, gilt als Veräußerungspreis der gemeine Wert der Anteile zum Zeitpunkt des Wohnsitzwechsels. Die Steuer kann auf Antrag unter bestimmten Voraussetzungen in sieben Jahresraten bezahlt werden.
Die Steuerpflicht entfällt, wenn der Wegzug nur vorübergehend war und der Steuerpflichtige innerhalb von sieben bzw. nach Antrag 12 Jahren ohne Verkauf der Anteile wieder nach Deutschland zurückzieht und hierzu Absicht hatte. Voraussetzung ist, dass der Steuerpflichtige die vorübergehende Abwesenheit vor dem Wegzug bei seinem zuletzt zuständigen Finanzamt angezeigt hat.
Dazu werden bei einem Wohnsitzwechsel in ein anderes Land die stillen Reserven erfasst und besteuert (persönliche Steuerentstrickung). Es wird ein fiktiver Veräußerungsvorgang angenommen. Die meisten Doppelbesteuerungsabkommen weisen das Besteuerungsrecht für Veräußerungsgewinne dem Wohnsitzstaat zu. Damit bestünde ohne besondere Regelungen die Gefahr, dass ein Steuerpflichtiger vor dem Verkauf eines im Wert gestiegenen Wirtschaftsguts seinen Wohnsitz in ein anderes Land verlagert.
Beispiel:
Ein Steuerpflichtiger mit Wohnsitz in Deutschland erwirbt im Jahr 1990 einen Anteil von 50 % (wesentliche Beteiligung im Sinne des § 17 EStG) an einer deutschen GmbH für 1 Mio. Euro. Am 1. Januar 2010 sei dieser Anteil 11 Mio. Euro wert. Würde er diesen Anteil jetzt verkaufen, müsste er den Veräußerungsgewinn von 10 Mio. Euro versteuern. Dieser unterliegt zu 60 % dem persönlichen Einkommensteuersatz im Rahmen des sogenannten Teileinkünfteverfahrens (§ 3 Nr. 40 lit. c) EStG).
Verlagert er jedoch vor dem Verkauf seinen Wohnsitz in ein anderes Land, so würde – ohne besondere Regelung – diese Wertsteigerung in Deutschland nicht mehr steuerlich erfasst. Zwar würde es zu einer beschränkten Steuerpflicht durch den Verkaufsvorgang kommen (s. § 49 Abs. 1 Nr. 2 lit. e) EStG), aber regelmäßig wird das Besteuerungsrecht Deutschlands durch ein Doppelbesteuerungsabkommen ausgeschlossen.

#### Verschärfung 2022
Bis zum Veranlagungszeitraum 2022 wurde die Wegzugssteuer unbefristet und zinslos und ohne Sicherheitsleistung gestundet und erst beim tatsächlichen Verkauf oder der tatsächlichen Übertragung der Anteile erhoben. Ab diesem Zeitpunkt wird die Steuer zum Zeitpunkt des Wegzugs erhoben. Wenn der Steuerpflichtige dem Finanzamt jedoch anzeigt, dass er innerhalb von sieben Jahren in Deutschland wieder unbeschränkt steuerpflichtig wird, wird auf eine Wegzugsbesteuerung verzichtet.

#### Verschärfung 2025
Ab diesem Zeitraum unterliegen auch Investmentfonds-Anteile, etwa Anteile an ETFs und Spezialfonds, unter bestimmten Voraussetzungen der Wegzugsbesteuerung. Es existieren Freibeträge.

## Frankreich
Die französischen Regelungen zur Wegzugsbesteuerung (Art. 167 bis des Code général des impôts ‚Allgemeines Steuergesetzbuch‘ (im Folgenden: CGI)) wurden vom EuGH als EG-rechtswidrig eingestuft (siehe unten). Sofern ein französischer Steuerpflichtiger (Wohnsitz mindestens sechs der letzten zehn Jahre in Frankreich) seinen Wohnsitz ins Ausland verlegt, sah Art. 167 bis CGI eine Besteuerung bestimmter stiller Reserven bei Beteiligungen an Kapitalgesellschaften vor. Im Gegensatz zur deutschen Regelung galt die französische Wegzugsbesteuerung erst bei Beteiligungsquoten von mindestens 25 %, die Anteile nahestehender Personen (Ehegatten und nahe Verwandte) werden dabei zusammengerechnet. Allerdings sah die französische Regelung unter bestimmten Bedingungen eine Stundung der Steuer vor, bis die stillen Reserven tatsächlich realisiert werden (d. h. bis tatsächlich der Anteil verkauft wurde). Sofern fünf Jahre nach dem Wegzug noch kein Verkauf stattgefunden hat, wurde die Steuer erlassen.
Deshalb besteuert man Franzosen, die seit 10 Jahren mehr als 3 Jahre unbeschränkt steuerpflichtig in Frankreich waren, aufgrund ihrer Staatsbürgerschaft, weltweit, wenn sie in ein Land zogen, dessen Steuern 50 % geringer sind als in Frankreich. Doppelbesteuerungsabkommen nehmen viele EU-Steueroasen bislang davon aus. Auslands-Steuern werden auf die französische Steuerlast angerechnet.

## Österreich
In Österreich wurde eine Wegzugsbesteuerung 1992 eingeführt (§ 27 (6) Z 1 lit b EStG). Besteuert wurde der Wertzuwachs von wesentlichen Beteiligungen (mindestens 1 %) an Kapitalgesellschaften, wenn der Anteilseigner ins Ausland gezogen ist. Österreich hat seine Regelung in Reaktion auf das EuGH-Urteil zur französischen Wegzugsbesteuerung bereits 2004 angepasst. Bei einem Wegzug in einen anderen EU- oder EWR-Staat wird auf Antrag die Steuer bis zur endgültigen Realisierung der stillen Reserven gestundet. Im Zeitpunkt des Wegzugs werden nur die bis dahin gelegten stillen Reserven erfasst, eine Steuer fällt aber erst beim tatsächlichen Verkauf der Beteiligung an.

## Schweiz
Die Schweiz erhebt keine Wegzugssteuer.

## Das EuGH-Urteil „Lasteyrie du Saillant“
Mit Urteil vom 11. März 2004 (Lasteyrie du Saillant) hat der EuGH entschieden, dass die französischen Regeln zur Wegzugsbesteuerung gemeinschaftsrechtswidrig sind. Da die deutschen Regeln den französischen sehr ähnlich waren, ging man davon aus, dass auch die deutschen Regeln mit EU-Recht unvereinbar waren. Die EU-Kommission hatte deshalb auch ein Vertragsverletzungsverfahren gegen Deutschland eingeleitet und Deutschland förmlich aufgefordert, seine Wegzugsbesteuerung aufzuheben oder gemeinschaftsrechtskonform auszugestalten.
Der Deutsche Bundestag hat mit Zustimmung des Bundesrates aus diesem Grunde § 6 AStG durch das am 7. Dezember 2006 verabschiedete „Gesetz über steuerliche Begleitmaßnahmen zur Einführung der Europäischen Gesellschaft und zur Änderung weiterer steuerrechtlicher Vorschriften (SEStEG)“ geändert und bei Wegzug innerhalb der EU bzw. des EWR eine zinslose Stundung der anfallenden Steuer bis zur tatsächlichen Veräußerung der Beteiligung oder einer Wohnsitzverlegung in ein Land außerhalb der EU bzw. des EWR eingeführt.